# Castell de Niasvij
El Castell de Niasvij (en belarús, Нясвіжскі замак, Niasvižski zamak, en rus: Несвижский замок, Niasvijskiy Zamok, en polonès, Nieświeski Zamek, en lituà Nesvyžius) és un castell residencial de la família Radziwiłł a Niasvij a Belarús. El castell està inclòs a la llista del Patrimoni de la Humanitat de la UNESCO des del 2005.